# Restio alticola
Restio alticola är en gräsväxtart som beskrevs av Neville Stuart Pillans. Restio alticola ingår i släktet Restio och familjen Restionaceae. Inga underarter finns listade i Catalogue of Life.